# Coupe du Maroc de football 1997-1998
 (avril 2024).
Si vous disposez d'ouvrages ou d'articles de référence ou si vous connaissez des sites web de qualité traitant du thème abordé ici, merci de compléter l'article en donnant les références utiles à sa vérifiabilité et en les liant à la section « Notes et références ».
Navigation
Édition précédente Édition suivante
La saison 1997-1998 de la Coupe du Trône est la quarante-deuxième édition de la compétition. 
Le Wydad Athletic Club remporte la coupe au détriment des FAR de Rabat sur le score de 1-0 au cours d'une finale jouée dans le Complexe Sportif Moulay Abdallah à Rabat. Le Wydad Athletic Club remporte ainsi cette compétition pour la huitième fois de son histoire.

## Déroulement

### Seizièmes de finale

#### Groupe Nord
| Équipe 1                  | Équipe 2               | Résultat |
| Maghreb de Fès            | CODM Meknès            | 0 - 0    |
| Fath Union Sport de Rabat | FAR de Rabat           | 0 - 1    |
| Wydad de Fès              | AS Salé                | 2 - 2    |
| Chabab Atlas Khénifra     | Union de Mohammédia    | 1 - 0    |
| Chabab Mohammédia         | Sporting de Salé       | 1 - 0    |
| Chabab Rif Al Hoceima     | Mouloudia Club d'Oujda | 1 - 1    |
| Kénitra Athlétic Club     | Amal Club de Belksiri  | 3 - 0    |
| Ittihad Khemisset         | IR Tanger              | 0 - 2    |

#### Groupe Sud
| Équipe 1             | Équipe 2                     | Résultat |
| Olympique de Safi    | Jeunesse Sportive El Massira | 1 - 0    |
| Chabab Hay Hassani   | Raja Club Athletic           | 0 - 3    |
| Wydad Athletic Club  | Tihad Sportif Club           | 2 - 1    |
| Nakl de Casablanca   | Hassania d'Agadir            | 0 - 0    |
| Racing de Casablanca | Kawkab de Marrakech          | 0 - 1    |
| Wydad Kelaat Sraghna | Olympique de Khouribga       | 1 - 2    |
| TAS de Casablanca    | Raja de Beni Mellal          | 2 - 0    |
| Difaâ d'El Jadida    | Renaissance de Settat        | 1 - 1    |

### Huitièmes de finale
| Équipe 1               | Équipe 2              | Résultat |
| Difaâ d'El Jadida      | Mouloudia d'Oujda     | 2 - 0    |
| Maghreb de Fès         | Kénitra Athlétic Club | 1 - 2    |
| FAR de Rabat           | Hassania d'Agadir     | 2 - 1    |
| Wydad Athletic Club    | Kawkab de Marrakech   | 3 - 1    |
| Raja Club Athletic     | Chabab Atlas Khénifra | 5 - 0    |
| Olympique de Khouribga | Olympique de Safi     | 3 - 0    |
| Wydad de Fès           | Chabab Mohammédia     | 0 - 2    |
| IR Tanger              | TAS de Casablanca     | 0 - 1    |

### Quarts de finale
| Équipe 1           | Équipe 2               | Résultat |
| TAS de Casablanca  | Olympique de Khouribga | 1 - 2    |
| Raja Club Athletic | Wydad Athletic Club    | 0 - 1    |
| FAR de Rabat       | Kénitra Athlétic Club  | 1 - 0    |
| Difaâ d'El Jadida  | Chabab Mohammédia      | 2 - 1    |

### Demi-finales
| Équipe 1            | Équipe 2               | Résultat |
| Wydad Athletic Club | Difaâ d'El Jadida      | 1 - 0    |
| FAR de Rabat        | Olympique de Khouribga | 1 - 0    |

### Finale
La finale oppose les vainqueurs des demi-finales, le Wydad Athletic Club face aux FAR de Rabat, le 11 juillet 1999 au Complexe Sportif Moulay Abdallah à Rabat. À cause d'une interruption, cette finale se joue jusque très tard.
| Coupe du Trône : Finale 1998 | Wydad Athletic Club | 2 - 1 | FAR de Rabat | Complexe Sportif Moulay Abdallah, Rabat |                          |
| 11 juillet 1999              |                     |       |              | Arbitrage : Said Belqola                | Arbitrage : Said Belqola |
| 11 juillet 1999              |                     |       |              | Arbitrage : Said Belqola                | Arbitrage : Said Belqola |